# Cantón de Beauvais-Noreste
El cantón de Beauvais-Noreste era una división administrativa francesa, que estaba situada en el departamento de Oise y la región de Picardía.

## Composición
El cantón estaba formado por una fracción de la comuna que le daba su nombre:
- Beauvais (fracción)

## Supresión del cantón de Beauvais-Noreste
En aplicación del Decreto n.º 2014-196 de 20 de febrero de 2014, el cantón de Beauvais-Noreste fue suprimido el 22 de marzo de 2015 y la fracción de la comuna que le daba su nombre se unió con las demás fracciones para que, por medio de una reestructuración cantonal, fueran creados los nuevos cantones de Beauvais-1 y Beauvais-2.